# Fuentes de Valdepero
Fuentes de Valdepero ist eine nordspanische Kleinstadt und Hauptort einer Gemeinde (municipio) mit 484 Einwohnern (Stand: 2024) in der Provinz Palencia in der Autonomen Gemeinschaft Kastilien-León.

## Lage und Klima
Fuentes de Valdepero liegt in der Region Tierra de Campos auf der kastilischen Hochebene in einer Höhe von ca. 770 m. Die Provinzhauptstadt Palencia befindet sich mit ihrem Stadtzentrum etwa sechs Kilometer (Fahrtstrecke) südsüdwestlich. Durch die Gemeinde führt die Autovía A-67. 
Das Klima im Winter ist durchaus kalt, im Sommer dagegen warm bis heiß; die eher spärlichen Regenfälle (ca. 491 mm/Jahr) fallen überwiegend im Winterhalbjahr.

## Bevölkerungsentwicklung
| Jahr      | 1970 | 1981 | 1991 | 2001 | 2011 | 2021 |
| Einwohner | 437  | 281  | 247  | 240  | 313  | 497  |

## Sehenswürdigkeiten
- Burganlage Los Sarmiento
- Marienkirche
- Peterskapelle

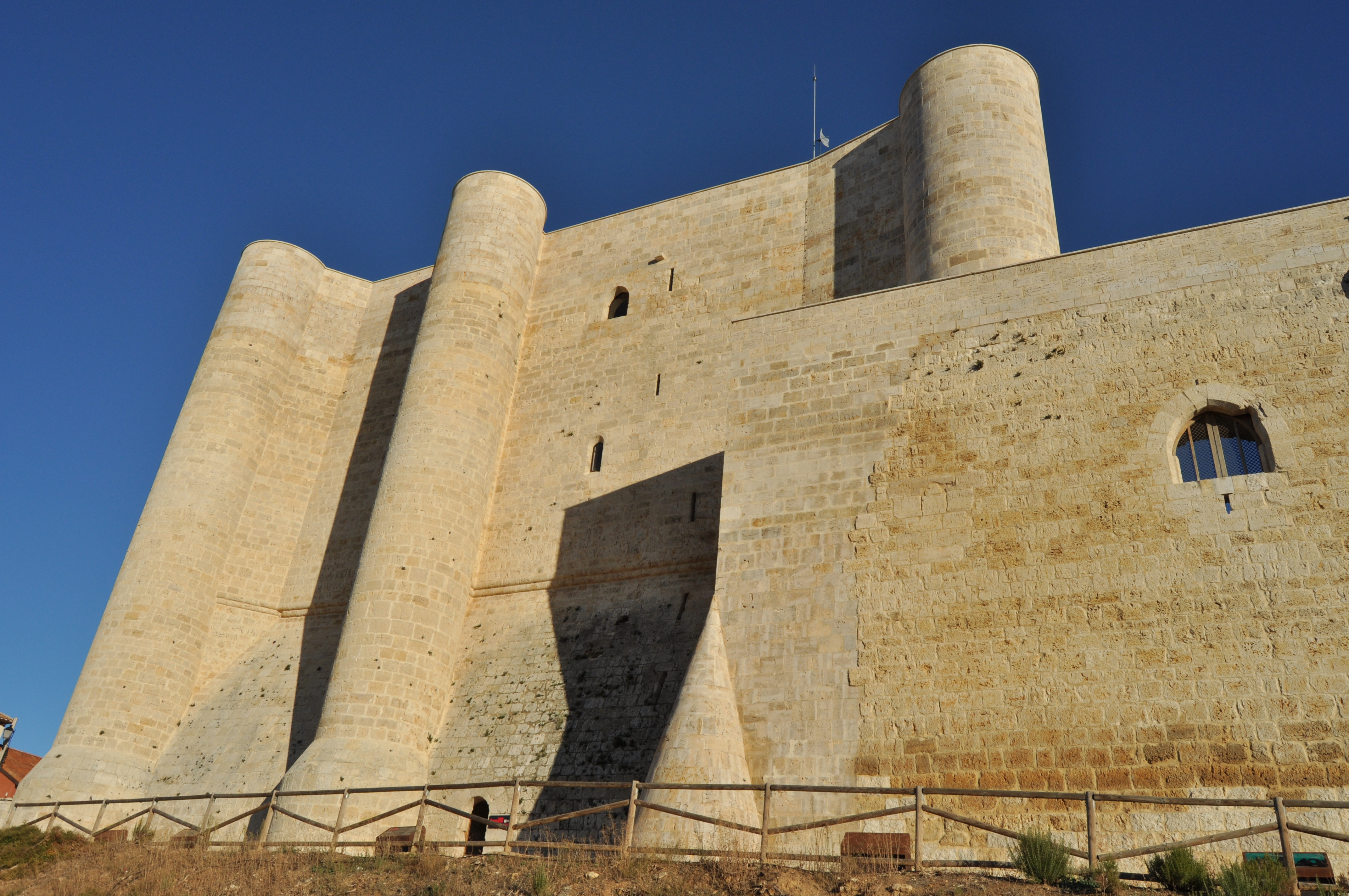
Burganlage
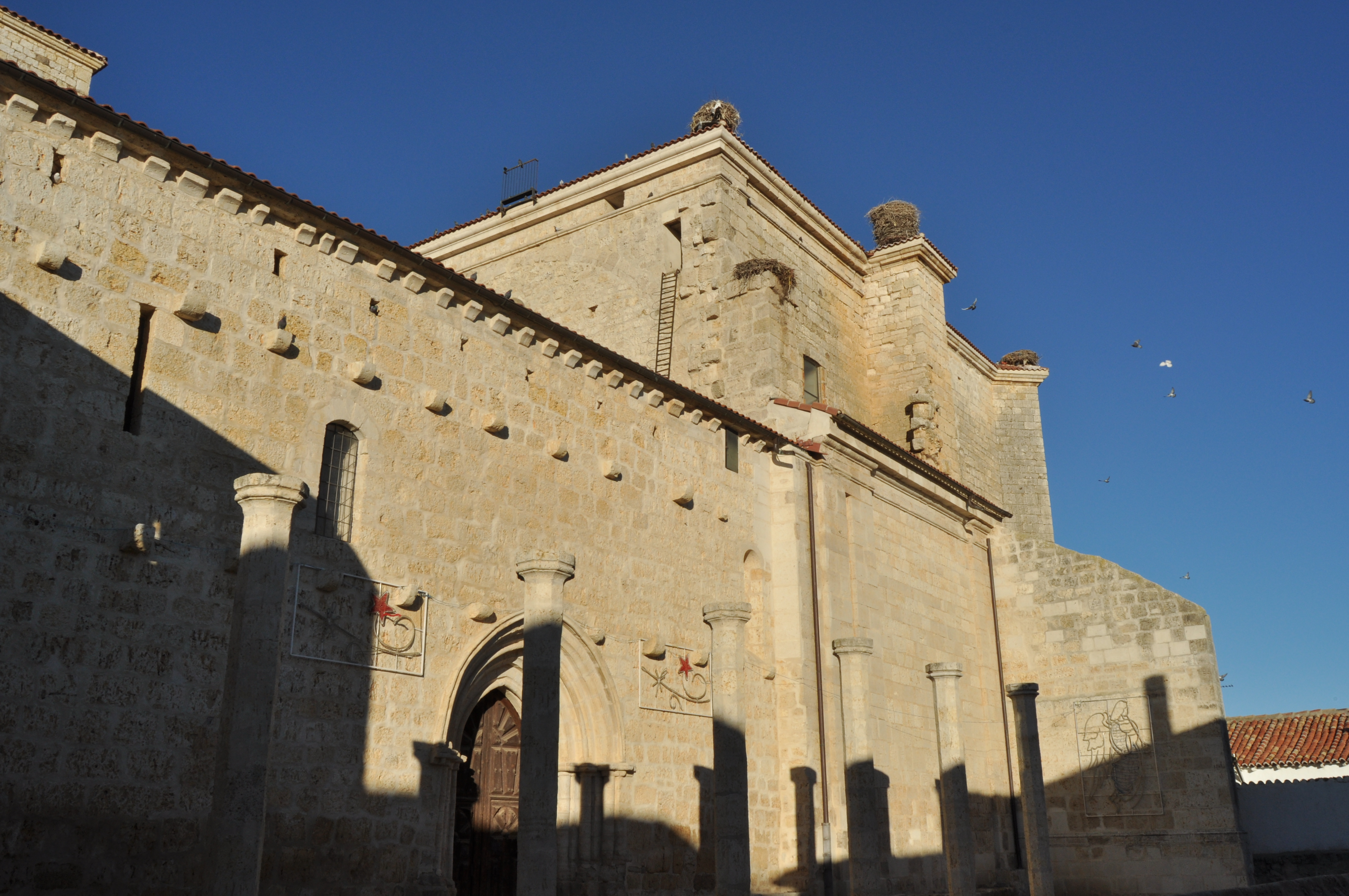
Marienkirche
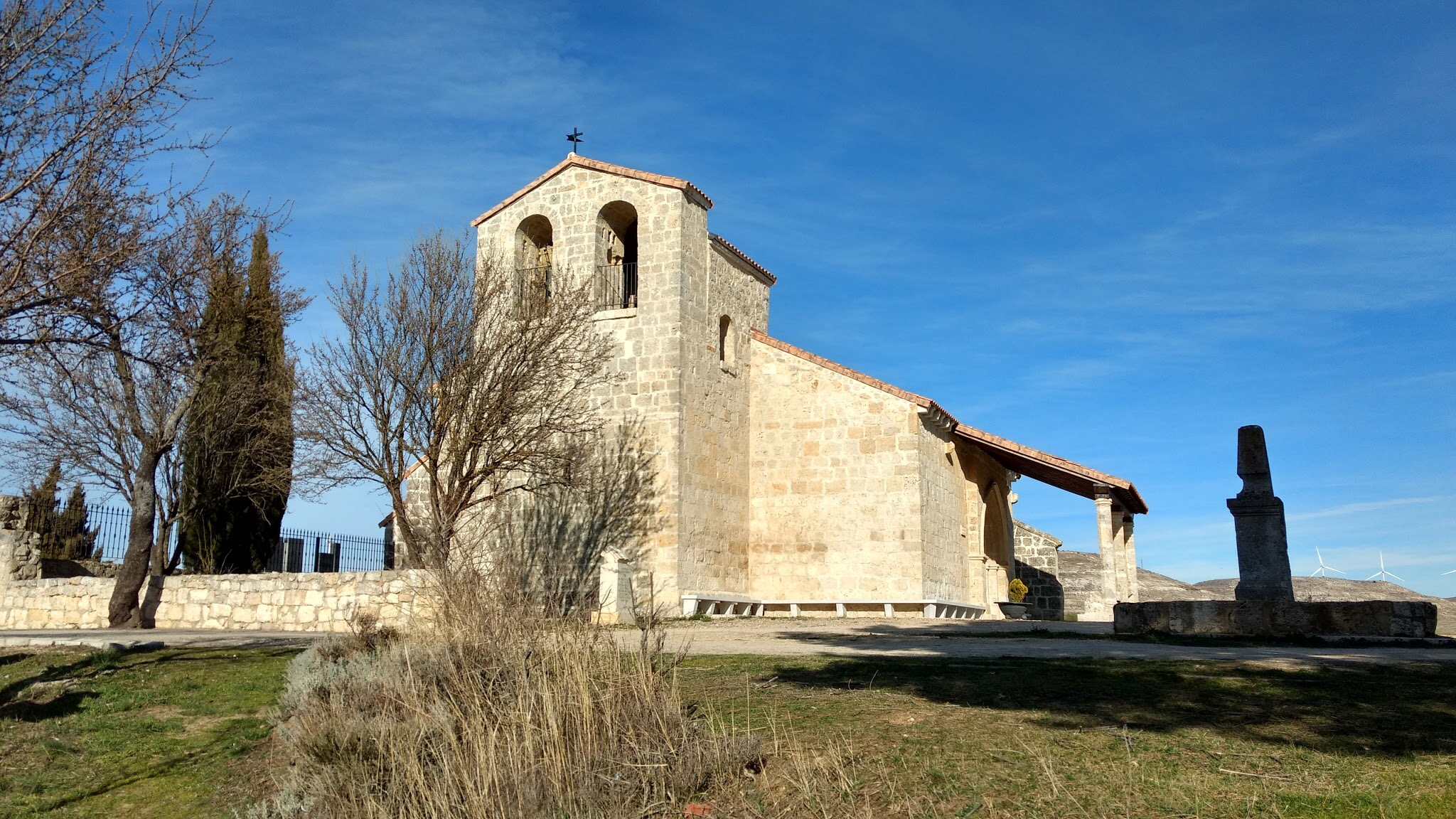
Peterskapelle

## Persönlichkeiten
- Pedro Henriquez de Acevedo (1525–1610), Graf von Fuentes de Valdepero, Statthalter in den habsburgischen Niederlanden und Gouverneur von Mailand